# Pandolf II de Salerne
Pour les articles homonymes, voir Pandolf.
Pandolf ou Pandolphe ou Pandulf II († 13 juillet 982), second prince de la lignée des princes de Capoue, fut prince de Salerne de Mars à l'automne de 981.

## Biographie
Pandolf second fils de Pandolf Tête de Fer fut choisi comme héritier par Gisolf Ier de Salerne, dépourvu d'enfant, que son père Pandolf avait rétabli sur le trône de la principauté de Salerne. À la mort de Gisolf Ier en 977, Pandulf et son fils régnèrent de concert sur Salerne. Puis lorsqu'en mars 981 Pandolf Tête de Fer mourut à son tour, la grande principauté de Salerne fut partagée entre Pandolphe II (qui gouverna la seule Salerne), et  son frère aîné Landolf IV, à qui échurent Capoue et Bénévent.
Il était fort jeune, ce qui incita le duc Manson Ier d'Amalfi à s'emparer de sa couronne à l'automne 981; Manson fit ensuite reconnaître sa souveraineté sur Salerne par l'empereur Otton II. Pandolphe ne devait jamais revenir dans sa principauté : en 982, il alla porter secours à son frère, réfugié à Capoue à la suite d'une révolte, puis les deux frères rejoignirent l'armée de l’empereur en Calabre. Tous deux trouvèrent la mort à la bataille du cap Colonne le 13 juillet 982.